# Calle Purísima (Sagunto)
La calle Purísima es una vía pública de la ciudad española de Sagunto.

## Descripción
La vía, que discurre desde la calle del Capitán Pallarés hasta la de San Francisco, ostenta el título actual desde el primer tercio del siglo XIX, pues antes se conocía como «calle de Puig», por habitar en ella la familia de ese apellido. Aparece descrita en el Nomenclator de las calles, plazas y puertas antiguas y modernas de la ciudad de Sagunto (1901) de Antonio Chabret y Fraga con las siguientes palabras:

Purísima (calle). Tiene un extremo en la calle de Teruel y otro en la de San Francisco. El origen de esta denominación, no va más allá del primer tercio del siglo XIX, pues antes se llamaba calle de Puig, porque habitaba en la casa núm. 5, la antigua familia del Dr. D. Francisco Puig, que emparentó con la de Pallarés, sus actuales poseedores. Propiedad de esta familia era la plazoleta existente en esta calle frente á la casa antes mencionada.
(Chabret y Fraga, 1901, p. 82)